# Matthew Fondy
Matthew Ryan Fondy (Foster City, 28 juli 1989) is een Amerikaans betaald voetballer. In 2015 tekende hij een contract bij Louisville City FC uit de USL.

## Clubcarrière
Na circa drie jaar in de lagere divisies van het Amerikaanse voetbal te hebben gespeeld tekende Fondy op 30 augustus 2013 een contract bij Chivas USA dat uitkomt in de Major League Soccer, de hoogste divisie van het Amerikaanse voetbal. Op 5 september 2013 maakte hij tegen Seattle Sounders zijn debuut voor Chivas USA. Op 5 juli 2014 maakte hij de overstap van Chivas naar Chicago Fire. Hij maakte zijn debuut op 9 juli 2014 in een U.S. Open Cup wedstrijd tegen de Atlanta Silverbacks. In januari van 2015 tekende hij bij Louisville City FC.